# 32. Armee (Japanisches Kaiserreich)
Die 32. Armee (jap. 第32軍; Dai-sanjūni Gun) war eine Armee des Kaiserlich Japanischen Heeres während des Pazifikkriegs. Sie wurde am 22. März 1944 auf Weisung des Generalhauptquartiers auf der Insel Okinawa aufgestellt. Ihre Aufgabe war es, als zentrale Koordinationsstelle und übergeordnete Einheit der Heerestruppen auf Okinawa und den restlichen Ryūkyū-Inseln zu dienen, da durch den für Japan negativ verlaufenden Pazifikkrieg eine alliierte Landung auf den Inseln zwischenzeitlich wahrscheinlich geworden war. Sie unterstand ab September 1944 formal der auf Taiwan formierten 10. Regionalarmee, ihr Stab erhielt seine übergeordneten Befehle allerdings häufig direkt vom Generalhauptquartier in Tokio. Die 32. Armee wurde in der von April bis einschließlich Juni stattfindenden Schlacht um Okinawa zerschlagen.

## Aufstellung
Der erfolgreiche alliierte Luftschlag gegen Truk Mitte Februar 1944 machte den japanischen Militärplanern klar, dass eine feindliche Eroberung der Marianen wahrscheinlich war. Hierdurch würden die Ryūkyū-Inseln und Taiwan zur unmittelbaren Front- und Abwehrlinie gegen die weiter auf die japanischen Hauptinseln vorstoßenden Alliierten werden. Als Folge des Angriffs legte das Generalhauptquartier noch im Februar neue Richtlinien fest, um die Verteidigung Taiwans und der Ryūkyūs zu verstärken was unmittelbar zur Aufstellung des Hauptquartiers der 32. Armee am 22. März 1944 in Naha auf Okinawa führte. Etwas über eine Woche später übernahm der Generalleutnant Watanabe Masao als Erster den Posten des Oberbefehlshabers der Armee.

## Struktur und Stärke
Im März 1945, unmittelbar vor der Landung der ersten amerikanischen Truppen auf Okinawa, unterstanden der 32. Armee direkt und indirekt 66.636 Soldaten. Insgesamt 7.075 dieser Soldaten waren direkt der Armee unterstellt, wobei vor allem die Fernmelder, Nachschub- und Transporteinheiten den Großteil der Mannstärke ausmachten. Zusätzlich ins Gewicht fiel die 1.070 Mann starke Hauptquartierabteilung. Die für den Infanteriekampf ausgebildeten Einheiten konzentrierten sich auf die drei Großverbände der 24. und 62. Division und die 44. Unabhängige Gemischte Brigade, die im März 1945 mit 30.468 Soldaten über fast die halbe Mannstärke der Armee verfügten. Artillerie und andere schwere Waffen waren hauptsächlich dem 5. Artilleriekommando und dem 21. Luftabwehrartilleriekommando unterstellt. Zusätzlich operierten noch einige unabhängige Maschinengewehr- und Panzerabwehrbataillone. Mit diesen verfügte die aus den Großverbänden herausgelösten Einheiten mit schweren Waffen über 10.840 Mann. Die restlichen 18.254 Soldaten verteilten sich auf den 49. Nachschubbereich, mehrere unabhängige Pionierbataillone sowie die 11. Frachtgruppe und das 19. Luftbereichskommando. In der 11. Frachtgruppe waren die seegestützten sowie die für die Abwicklung des über See kommenden Nachschubs zuständigen Heereseinheiten organisiert. Der ursprüngliche Fokus dieser Einheit bestand im Einsatz von Sprengbooten gegen die alliierte Invasionsflotte. Im 19. Luftbereichskommando versammelten sich die Einheiten der Heeresluftstreitkräfte.
Die Übersicht der Einheiten und Truppenstärken tabelliert:
| Einheit                           | Stärke | Bemerkung                                                  |
| --------------------------------- | ------ | ---------------------------------------------------------- |
| 32. Armee                         | 7075   | Direkt unterstellte Einheiten                              |
| 24. Division                      | 14360  | Triangulare Division                                       |
| 62. Division                      | 11623  | Leichte Division                                           |
| 44. Unabhängige Gemischte Brigade | 4485   |                                                            |
| 5. Artilleriekommando             | 5098   |                                                            |
| 21. Luftabwehrartilleriekommando  | 3131   |                                                            |
| Maschinengewehreinheiten          | 1349   | Unabhängige Bataillone                                     |
| Panzerabwehreinheiten             | 1262   | Unabhängige Bataillone und Kompanien                       |
| 11. Frachtgruppe                  | 9112   | Seegestützte Einheiten                                     |
| 49. Nachschubbereich              | 3004   |                                                            |
| Pioniereinheiten                  | 1085   | Unabhängiges Pionierbataillon und zwei Brunnenbaukompanien |
| 19. Luftbereichskommando          | 5053   | Einheiten der Heeresluftstreitkräfte                       |

## Schlacht um Okinawa

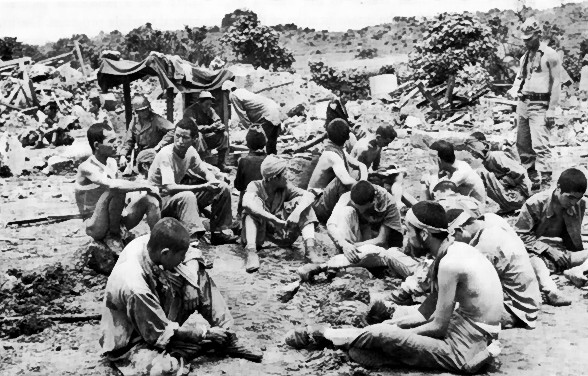
Soldaten der 32. Armee, nachdem sie sich amerikanischen Truppen ergeben haben.

Durch die Insellage und den fehlenden Willen und die Fähigkeit des japanischen Oberkommandos, Teile der kämpfenden Einheiten zu evakuieren wurde die 32. Armee zur Gänze zerschlagen. Die amerikanischen Streitkräfte konnten zwar die, nach ihren bisherigen Kampferfahrungen gegen die Japaner ungewöhnlich hohe Zahl von etwa 7.400 Gefangenen machen, diese waren aber hauptsächlich kurzfristig in den Militärdienst gepresste Einwohner Okinawas. Bis auf einige Soldaten die sich über das Ende der Kämpfe hinaus auf der Insel versteckt hielten und den wenigen sich ergebenden, kamen alle Angehörigen der 32. Armee während der intensiv geführten Schlacht um Okinawa ums Leben.